# إيلختشي (أردبيل)
إيلختشي (بالإنجليزية: Ilkhchi, Germi)‏ هي قرية تقع في أردبيل في إيران. يقدر عدد سكانها بـ 296 نسمة .